# امانوئل لوفلر
امانوئل لوفلر (انگلیسی: Emanuel Löffler; ۲۹ دسامبر ۱۹۰۱ – ۵ اوت ۱۹۸۶) ژیمناست هنری اهل چکسلواکی بود.
از افتخارات وی میتوان به کسب مدال نقره پرش از خرک و بخش تیمی و مدال برنز دارحلقه در بازی‌های المپیک تابستانی ۱۹۲۸ اشاره کرد.